# Notylia ecuadorensis
Notylia ecuadorensis är en orkidéart som beskrevs av Rudolf Schlechter. Notylia ecuadorensis ingår i släktet Notylia och familjen orkidéer.
Artens utbredningsområde är Ecuador. Inga underarter finns listade i Catalogue of Life.